# Чернелевский, Иван Иванович
Иван Иванович Чернелевский (родился в 1919, с. Згар, Подольская губерния, теперь Деражнянский район, Хмельницкая область, Украина — после 1985) — железнодорожник, деятель Украинской ССР. Депутат Верховного Совета СССР 4-го созыва.

## Биография
Родился в семье рабочего-железнодорожника. В 1937 году окончил семилетнюю школу, начал работать на железнодорожном транспорте весовщиком на станции Заиграево Восточно-Сибирской железной дороги.
В 1939 — 1946 г. — служба в Красной армии. Участвовал в боях против немецких и японских войск.
После демобилизации в 1946 году возвратился на железную дорогу. Работал весовщиком, сцепщиком вагонов.
С 1948 г — составитель поездов на станции Стрый (Дрогобычская область) Львовской железной дороги.
Член КПСС с 1953 года.